# Почесна медаль «За 40 років відданої служби» (Австро-Угорщина)
Почесна медаль «За 40 років відданої служби» (нім. Ehren-Medaille für vierzigjährige treue Dienste) ― нагорода Австро-Угорської імперії.

## Історія
Медаль була заснована 18 серпня 1898 року з нагоди 50-ї річниці вступу на імператорський престол Франца Йосифа I. Нагорода була призначена для вшанування службовців, які 40 років поспіль віддано працювали на користь імперії в державних установах.
5 вересня 1898 року до кола осіб, які підлягали нагородженню було додано військових, в тому числі військових лікарів, духівників, викладачів академій.

## Опис медалі
На лицьовій стороні медалі було зображення імператора та напис «лат. FRANC IOS. I. D. G. IMP. AVST. REX BOH. ETC. ET REX AP. HVNG.» (Франц Йосиф I, імператор Австрії, король Богемії та ін. з Божою Милістю, апостольський король Угорщини), на реверсі напис «XXXX ANNORVM» (40 років) та слова «лат. SIGNVM LABORIS FIDELITER PERACTI». Медаль виготовлялася із позолоченої бронзи.

Цивільні службовці носили нагороду на трикутній червоній стрічці, а військові на жовтій з чорними смугами по краю. Медаль розміщувалася з лівого боку грудей.

Стрічка до медалі для військових.
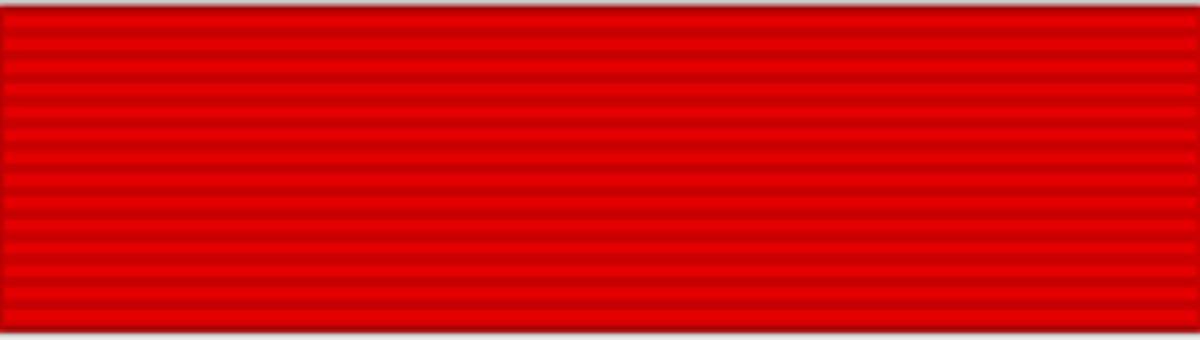
Стрічка до медалі для цивільних.